# Шинопровід

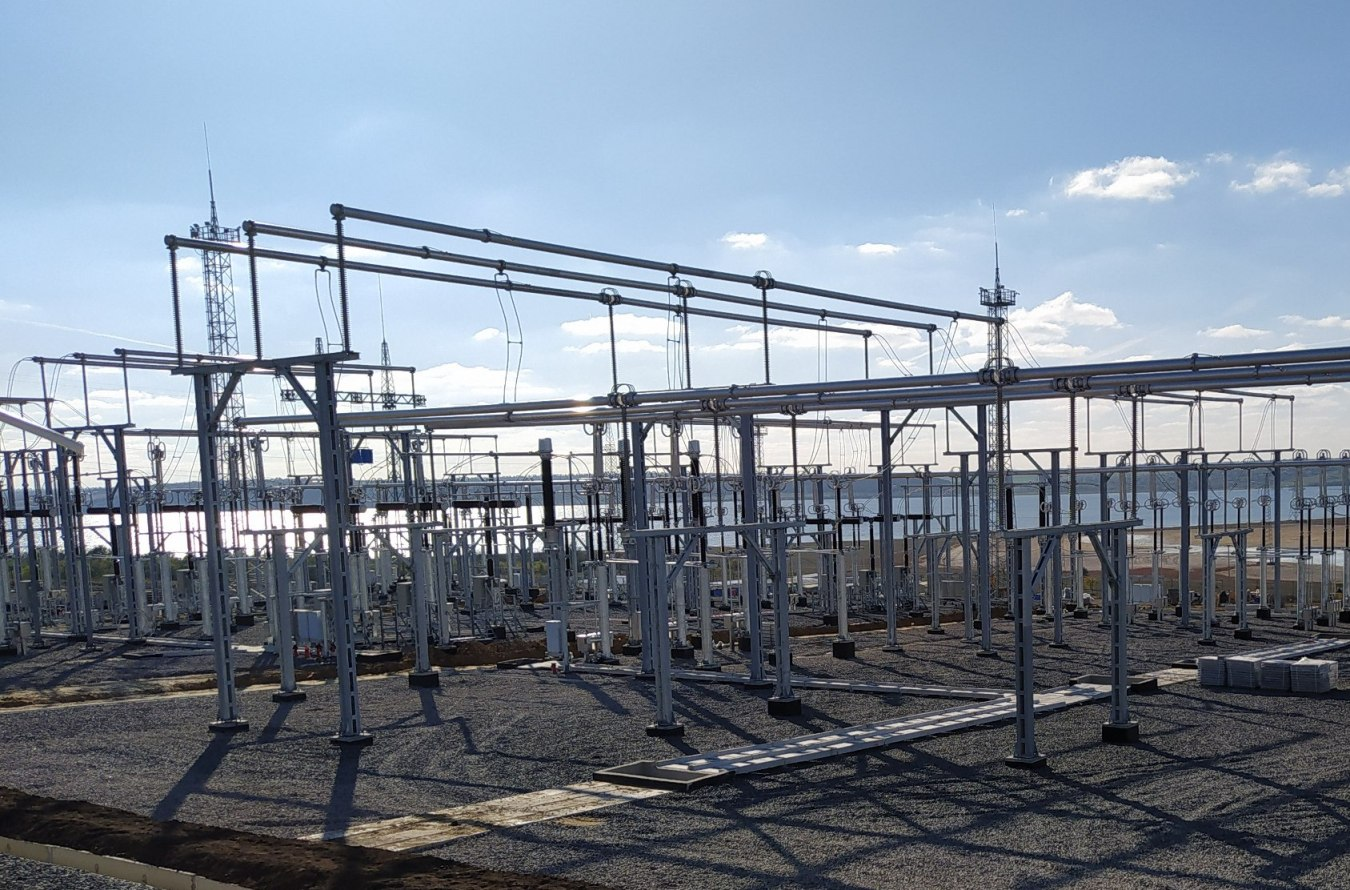
Шинопроводи розподільчого улаштування на напругу 330 кВ на підстанції

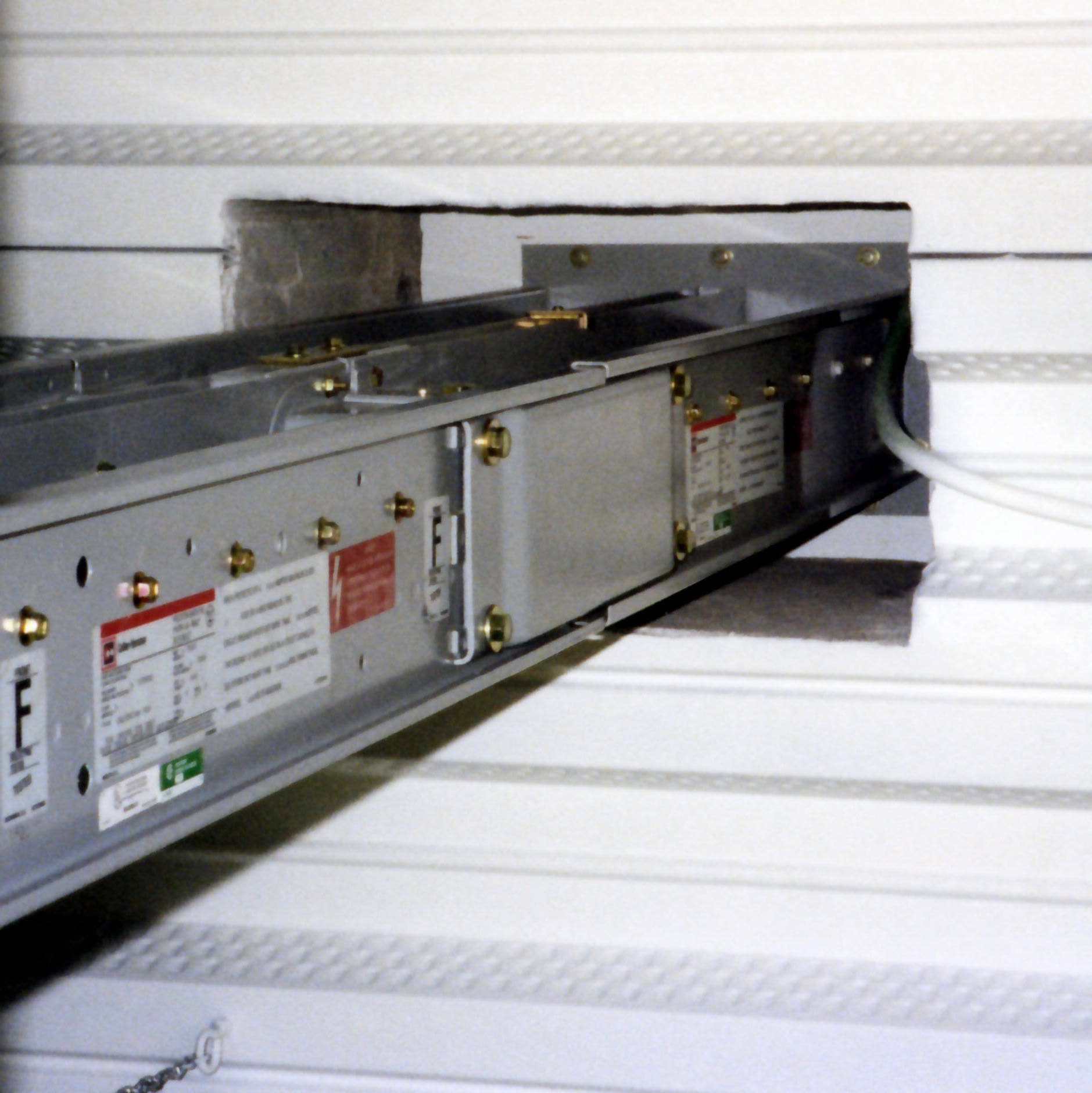
Шинопровід

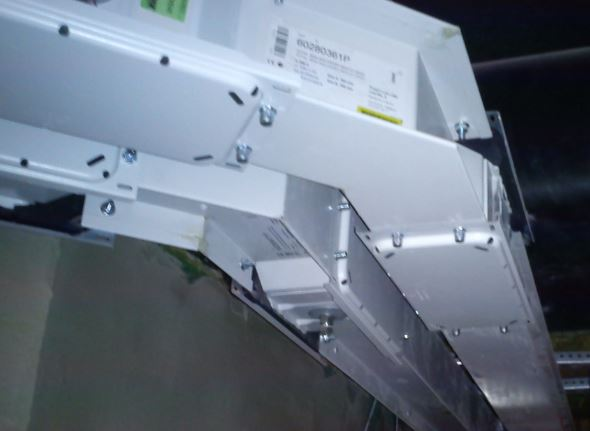
Два паралельних магістральних шинопроводи номінальним струмом 800А кожен (кутові секції)

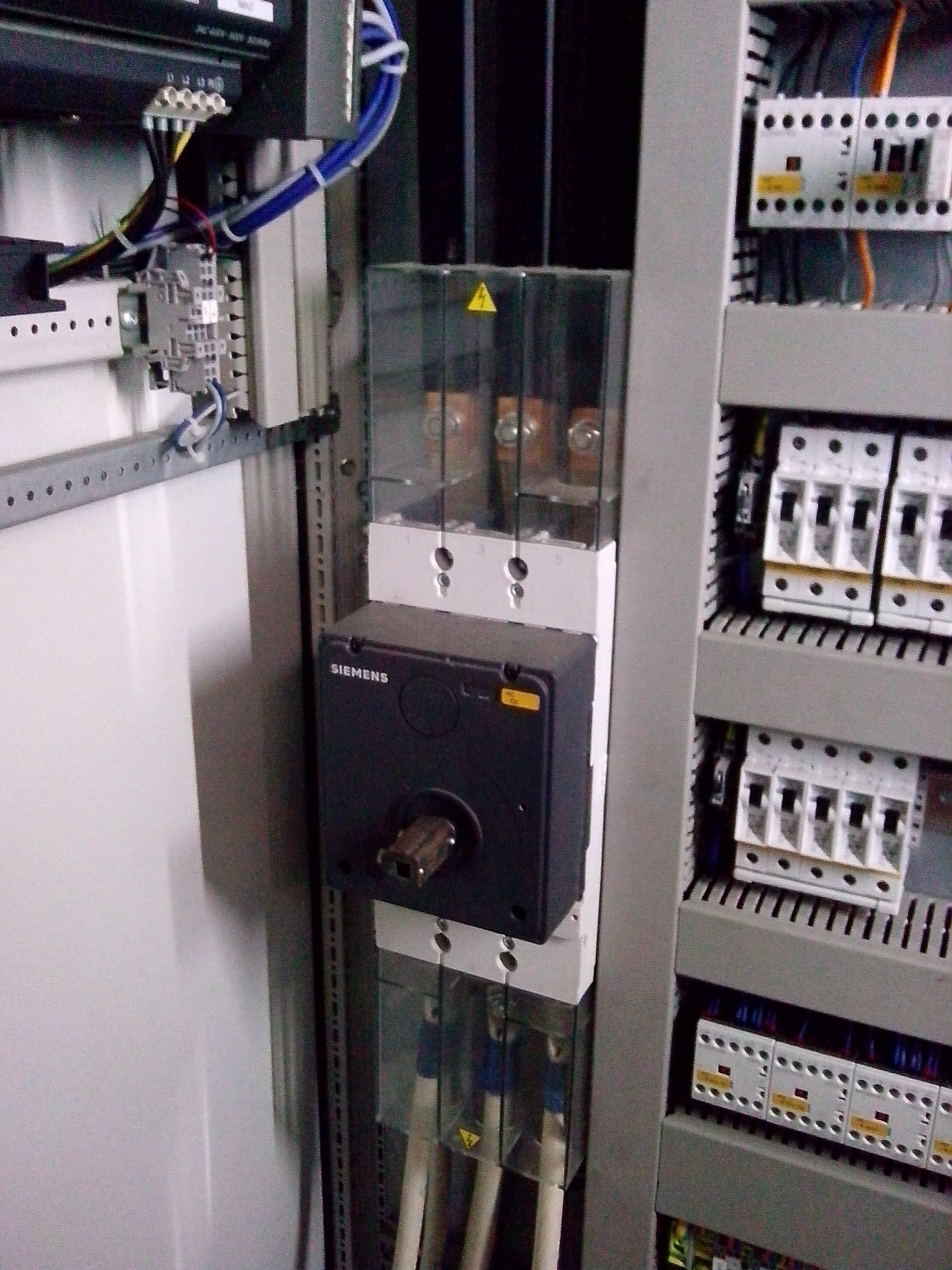
Шинопровід та підключений до нього головний вимикач в шафі

Шинопровід, струмопровідна шина — жорсткий мідний або алюмінієвий струмопровід, який виготовляється на заводі комплектними секціями, що з'єднуються безпосередньо на місці їх використання. Шинопроводи можна використовувати як на виробництвах, в цехах, на електростанціях, так і в офісах, житлових будинках.
Шинопровід є альтернативою електричному кабелю — головному елементу розподілу електроенергії в електричних мережах.

## Класифікація
Шинопроводи поділяються на:
- закриті — шини розміщені в закритому корпусі, виготовленому з ізоляційних матеріалів;
- захищені — шини мають огородження із коробів або сіток для захисту від можливого дотику;
- відкриті — шини не захищені від дотику.

Відкриті шинопроводи — неізольовані шини, які прокладають на ізоляторах по опорних конструкціях на висоті не менше 3,5 м від підлоги.
Захищені шинопроводи влаштовують подібно до відкритих, обгороджуючи їх сіткою або коробами з перфорованих листів сталі, щоб уникнути випадкового дотику або потрапляння на шини сторонніх предметів.
Шинопроводи закритого й захищеного виконання підрозділяються на магістральні й розподільні.
Магістральні шинопроводи призначені для монтажу магістралей, що живляться від трансформаторних підстанцій. Магістральний шинопровід розрахований на силу струму 800-5000 А і слугує для приєднання розподільних шинопроводів, силових розподільних пунктів, щитів і окремих потужних споживачів.
Розподільні шинопроводи використовують для передачі й розподілу електроенергії з можливістю безпосереднього приєднання до них різномпанітних однофазних і трифазних споживачів (устаткування) і освітлювальних шинопроводів. Випускають на номінальні струми 16-800 А.
Для виконання освітлювальних ліній і під'єднання малопотужних приладів широко використовують освітлювальні шинопроводи (у діапазоні струмів 16-63 А). Використання освітлювальних шинопроводів дозволяє безперешкодне підключення додаткових світильників завдяки наявності вільних штепсельних підключень.
Тролейні шинопроводи призначені для підключення пересувних електроприймачів.

### Шинний міст
Шинні мости, найпоширеніший різновид відкритих шинопроводів, використовуються, головним чином, для комплектних розподільних пристроїв та встановлюються на них зверху. Шинні мости складаються з окремих типових секцій. Конструкції шинних мостів повинні бути розраховані на механічну міцність з урахуванням динамічних зусиль при струмах короткого замикання.

## Будова

Загальний вигляд розподільного штепсельного шинопроводу

Шинопровід складається з провідників захищених оболонкою. Конструктивно шинопровід — це стальний штампований короб з двох половин, всередині якого на ізоляторах прокладені трифазні і нульові шини певного перерізу. Основними елементами шинопроводів є: прямі та кутові секції, ввідні секції, відгалужувальні секції, перехідні секції, трійники, кріпильні деталі, гнучкі вставки, відгалужувальні коробки, торцеві заглушки та ін.
Прямі секції призначені для монтажу прямих ділянок мережі.
Ввідні секції мають коробки із затискачами для приєднання до джерела живлення.
Гнучкі вставки використовують для компенсації теплового розширення (зазвичай кожні 50 м) або для з'єднання шинопроводів, що знаходяться на різних рівнях.
Кутові секції призначені для повороту шинопроводів у вертикальній або горизонтальній площині під різними кутами.
Перехідні секції призначені для переходу з одного типорозміру шинопроводу на інший.
Трійники використовуються для монтажу відгалужень від шинопроводу.
Відгалужувальні коробки призначені для підключення відгалужувальних ліній до споживачів. Вони можуть комплектуватися запобіжниками, автоматичними вимикачами або роз'єднувачами.
Торцеві заглушки призначені для кінцювання лінії шинопроводу.
Підвіси та кронштейни призначені для кріплення шинопроводу до будівельних конструкцій. Підвіс призначений для підвішування шинопроводу до ферм на тросах. Кронштейн призначений для кріплення шинопроводу до стін та колон.

## Застосування
Шинопроводи призначені для передачі та розподілу електроенергії. Вони застосовуються як в електрощитових для підключення трансформаторів до розподільних щитів чи підключення розподільних щитів між собою, так і для розподілу електроенергії між споживачами на промислових, комерційних та адміністративних об'єктах.
Застосування шинопроводів в електричних мережах дозволяє створити безпечні в експлуатації, універсальні електричні мережі, форму яких можна легко змінювати при зміні технологічного процесу виробництва. Використання шинопроводів дозволяє безперешкодно додавати навантаження та відгалуження до споживачів практично в будь-якому місці при порівняно коротких з'єднувальних зв'язках. Відгалуження від шинопроводу до споживачів виконується кабелями або проводами в трубах, лотках, металорукавах.
Застосування шинопроводів на вертикальних ділянках дозволяє монтувати їх по одному поверху одночасно з будівництвом будівлі, що неможливо виконати при використанні кабельної продукції.
Станом на 2016 рік вартість застосування шинопроводів в розподільних мережає є вищою, ніж застосування кабельних систем, проте, якщо використовувати шинопровід в цілому по будівлі, то його використання стає економічно обґрунтованим, враховуючи капітальні витрати та витрати на експлуатацію.

## Монтаж шинопроводів

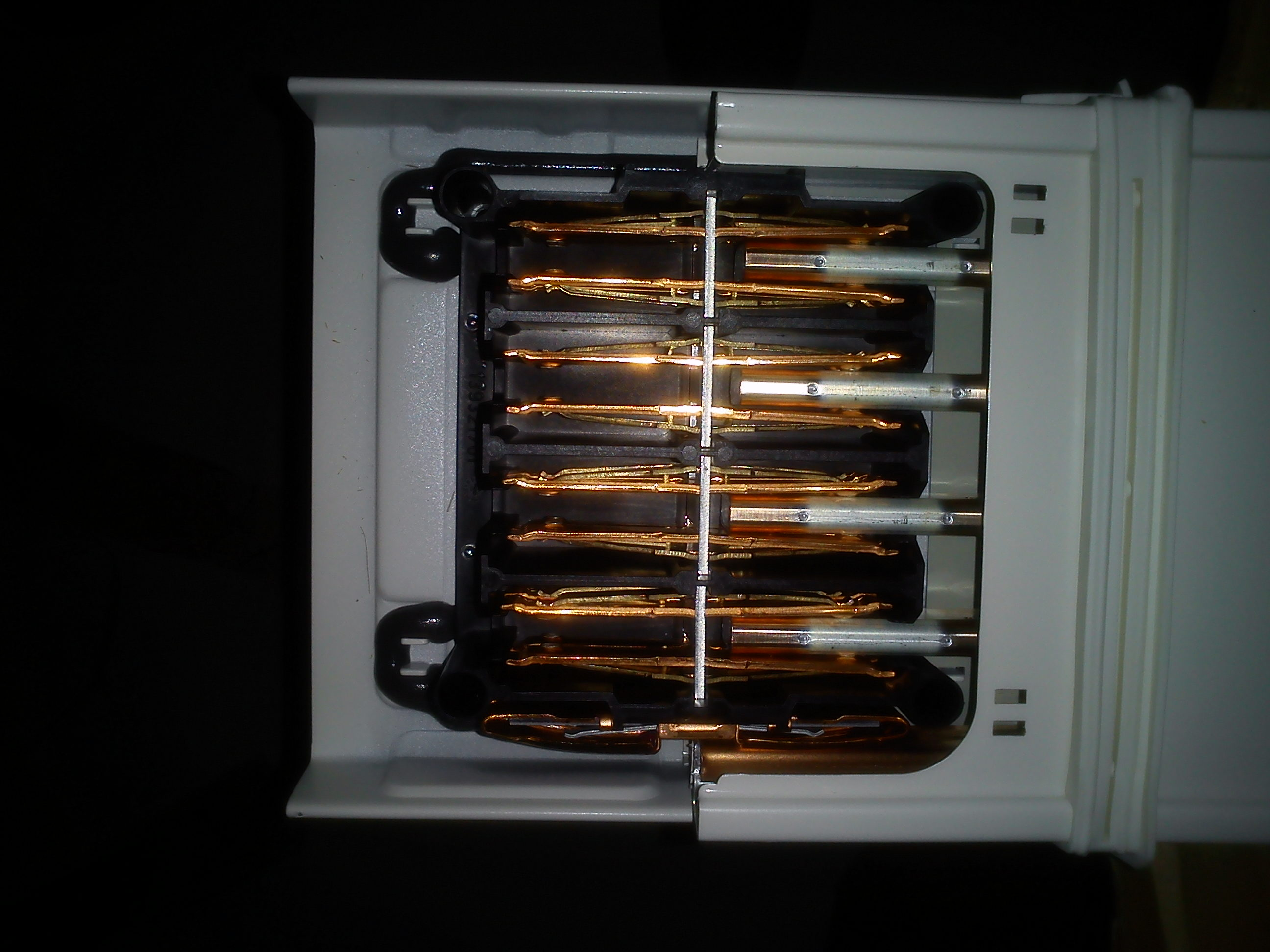
З'єднувальна коробка прямих секцій шинопроводу

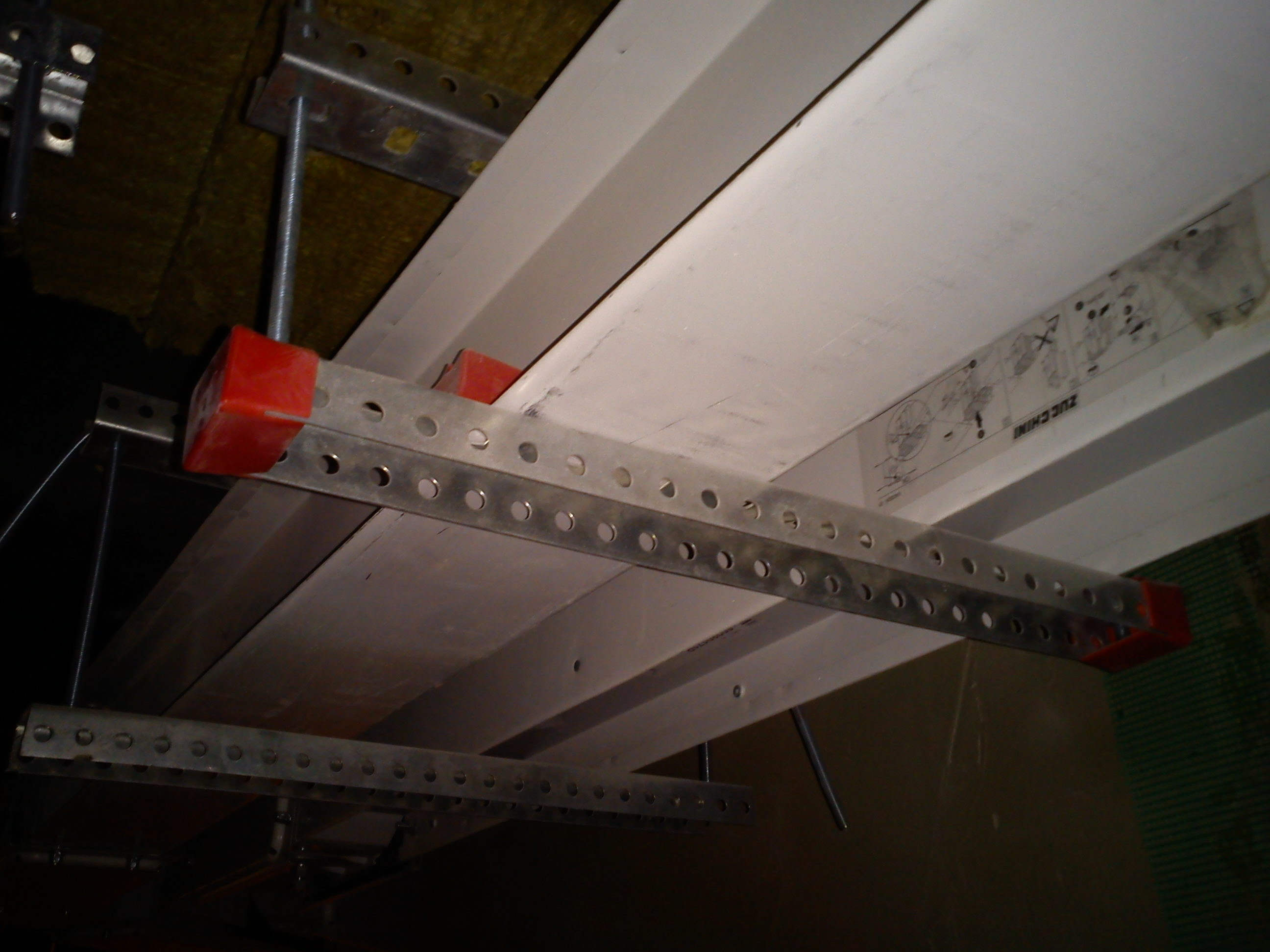
Кріплення шинопроводу за допомогою металевого профілю та шпильки

Монтаж шинопроводів виконують в два етапи:
- підготовчі роботи;
- монтажні роботи.

Підготовчі роботи
Перший етап починається з розмітки осей та місць монтажу кріпильних конструкцій. Вибір типу кріпильних конструкцій визначається способом прокладання шинопроводу. Шинопроводи прокладаються на невеликій висоті по стінам на кронштейнах, по колонам на підвісах, під перекриттям на конструкціях та ін. Під час підготовчих робіт виконують заготовку блоків шинопроводу, а також кріпильних виробів, готують необхідні для монтажу шинопровода механізми та пристосування. В комплект поставки сучасних шинопроводів входить весь необхідний перелік виробів для кріплення, що дозволяє звести до мінімуму перший етап монтажу.
Монтажні роботи
Монтаж шинопроводів включає в себе такі основні операції:
- кріплення по трасі опорних конструкцій (кронштейнів, стійок, підвісів тощо)[3];
- збирання секцій шинопроводів в блоки — якщо це дозволяють місцеві умови. Монтаж шинопроводу блоками є більш продуктивним[4];
- підняття та закріплення блоків секцій на опорних конструкціях. Для підняття секцій шинопроводу на кріпильні конструкції застосовують: мостові або автомобільні крани, лебідки, гідравлічні платформи або підйомники. Монтаж починають зі складних вузлів — з вертикальних ділянок або секцій приєднання до трансформаторних підстанцій. Монтаж вертикальних ділянок починають з нижньої кутової секції нарощуючи шинопровід вверх до відмітки верхньої горизонтальної ділянки. Горизонтальні прямі ділянки шинопроводу, секції з компенсатором та інші монтують в останню чергу;
- з'єднання секцій між собою. В сучасних типах шинопроводів для з'єднання секцій між собою часто використовують спеціальні стикувальні блоки, що дозволяє спростити монтажні роботи. Крім того, з'єднання шин різних секцій може виконуватися за допомогою болтового з'єднання;
- приєднання споживачів до шинопроводу. Споживачі приєднують до шинопроводу за допомогою відгалужувальних коробок. Відгалужувальну коробку вставляють через штепсельне вікно, при цьому контакти з'єднують із шинами і коробка фіксується на шинопроводі.

Враховуючи велику кількість виробників та типів шинопроводів необхідно під час монтажу обов'язково користуватися інструкцією виробника.

## Переваги
До головних переваг шинопроводів можна віднести наступні:
- компактність — шинопровідні системи мають компактну конструкцію й займають менше місця, ніж кабельні системи з громіздкими з'єднувальними й кінцевими елементами;
- швидкість монтажу;
- мінімальні витрати кольорового металу;
- гнучкість в експлуатації — на відміну від кабельних систем шинопровідні конструкції вирізняються гнучкістю й мобільністю: їх можна легко розбирати, змінювати, доповнювати або переносити в іншу споруду і встановлювати заново без особливих капітальних витрат;
- надійність та простота огляду;
- естетичність — шинопровідні системи вирізняються естетичним зовнішнім виглядом: можливість фарбування в будь-який колір і компактність дають змогу органічно вписати шинопровід в інтер'єр великих магазинів, розважальних центрів і інших об'єктів;
- рівень магнітного випромінювання значно нижчий ніж у кабелів. Таким чином, при встановленні шинопровода в офісних спорудах не відбувається наведення електромагнітного випромінювання, яке спотворюює зображення на екранах моніторів, збоїв у роботі офісної техніки, шкідливого впливу на здоров'я людей.
- низькі значення опору у шинопровідних системах сприяють зниженню втрат активної енергії й обмежують зростання реактивної енергії під час експлуатації. Як наслідок, економія електроенергії в процесі експлуатації.

## Причини виходу з ладу
Основними причинами виходу з ладу шинопроводів є:
- механічні пошкодження від рухомих засобів, додаткових навантажень (кріплення різноманітних конструкцій чи комунікацій);
- послаблення кріплення опорних конструкцій;
- потрапляння пилу та води всередині коробу шинопровода — пил попадає під кожух і оскільки це багатоамперні струмопроводи, то внаслідок наявності електромагнітних полів всередині коробу створюються умови для накопичення металевого пилу, який є небезпечним з точки зору провідності; це може призвести до створення струмопровідних містків і, як наслідок, призвести до замикання на корпус або між фазами. Періодична чистка від пилу є засобом підвищення надійності експлуатації шинопроводів;
- потрапляння металевих предметів (шайби, цвяхи, металева стружка, бризки металів від зварювання) через перфорацію кожухів. Ці предмети, як правило, одразу не приводять до аварії, але вони, застрягаючи між шинами, поступово від вібрації руйнують їх ізоляцію, що призводить до короткого замикання;
- погане контактне з'єднання шин. Неправильна затяжка болтового з'єднання викликає розігрів шин в місці контакту та посилене утворення оскидної плівки на контактній частині шин. Це в свою чергу призводить до ще більшого перегріву та аварії. При технічних оглядах та поточних ремонтах обов'яково оглядають контакти відгалужувальних коробок та штепсельних з'єднань.